# Rossana Díaz Costa
Carmen Rossana Díaz Costa (Lima, 1970) es una literata, docente universitaria y directora de cine peruana.

## Biografía
Es egresada de la carrera de Literatura por la Pontificia Universidad Católica del Perú. Paralelamente realizó cursos relacionados con el mundo cinematográfico en la Facultad de Ciencias de la Comunicación de la Universidad de Lima. Posteriormente viajó becada a España, donde inició estudios de doctorado en Literatura Hispánica en la Universidad de La Coruña. Ya en su nueva residencia estudió cine en la Escuela de Imagen y Sonido de La Coruña y en la Escuela de Cinematografía y del Audiovisual de la Comunidad de Madrid (ECAM).

### Carrera cinematográfica
En 1996 estrenó En camino, cortometraje de la productora Guarango que fue parte de la obra colectiva femenina Not the numbers game y que fue galardonado con el premio One World de la BBC.
En España, durante su estancia en La Coruña, escribió y dirigió el documental Travesía de extramares, que fue estrenado en 1998 y emitido en la cadena de televisión pública autonómica Televisión de Galicia (TVGA). Durante su paso por España, escribió otros proyectos audiovisuales, como Una impecable soledad (1998) y Bella del tren (1999).
Su ópera prima fue la película Viaje a Tombuctú, una coproducción peruano-argentina cuyo proyecto fue iniciado en 2005 y fue estrenada en 2014 en el Festival de Cine de Lima, y del que, además de directora, fue guionista y productora.
En 2015 fue anunciada la producción de su segundo largometraje, una adaptación cinematográfica de la novela de Alfredo Bryce Echenique publicada en 1970, Un mundo para Julius. La película fue estrenada en noviembre de 2021 durante la pandemia de COVID-19.

### Carrera literaria
En 2005, su libro de cuentos Los olvidados (no los de Buñuel, los míos) obtuvo el segundo puesto del Premio Nacional de Narrativa de Perú, y fue finalista del Premio PUCP de 2004.

## Publicaciones
- Los olvidados (no los de Buñuel, los míos)

## Filmografía
- En camino (cortometraje, 1996)
- Travesía de extramares (documental, 1998)
- Una impecable soledad (1998)
- Bella del tren (1999)
- Viaje a Tombuctú (2014)
- Un mundo para Julius (2021)

## Nominaciones
- Premios Gaudí 2022 - Mejor Película para Televisión (nominada)[9]